# Мелентьево (Тверская область)
Мелентьево — деревня в Селижаровском районе Тверской области. Входит в состав Елецкого сельского поселения.
Расположена в 32 километрах к юго-востоку от районного центра Селижарово, в 4 км от села Ельцы.

## Население
| 2010 |
| ---- |
| 44   |

## История
Во второй половине XIX — начале XX века деревня Мелентьево относилась к Елецкому приходу и волости Ржевского уезда. В 1914 году в деревне 37 дворов, 174 жителя.
В 1940 году деревня центр Мелентьевского сельсовета в составе Луковниковского района Калининской области. В 1960 году сельсовет передан в состав Кировского района, в 1967 году он вошёл в состав Елецкого сельсовета Селижаровского района.
В 1970-80-е годы Мелентьево центральная усадьба колхоза «Мир».
В 1997 году — 24 хозяйств, 68 жителей.

## Население
| 2010 |
| ---- |
| 44   |